# Boris Zaporogetz
Boris Nicolaievitch Zaporogetz (Борис Николаевич Запорожец, orthographié « Zaporozhets » dans les sources anglophones ou « Zaporozec » dans les sources germanophones) est un artiste peintre soviétique d'Ukraine né à Poltava le 5 septembre 1935.

## Biographie
Né en 1935 à Poltava, Boris Zaporogetz est successivement élève de l'Académie des Beaux-Arts de Kharkov (aujourd'hui Kharkiv) en 1953-1954 et de 1957 à 1960, puis de l'Institut Répine de Leningrad (aujourd'hui Saint-Pétersbourg) de 1960 à 1966 où il a pour maîtres Yuri Mikhailovitch Neprintsev (en) (1909-1996) - celui-ci, « maîtrisant parfaitement la technique des peintres d'histoire du XIXe siècle », est alors fort connu par son tableau Repos après le combat, Vassili Tiorkine que conserve la galerie Tretiakov à Moscou et qui, « célébrant un simple soldat héros de la Seconde Guerre mondiale », est reproduit dans les manuels scolaires - et Andrei Andreievitch Mylnikov (en) (1919-2012), connu quant à lui par sa grande mosaïque Isobiliie (Abondance) visible dans le hall de la station Vladimirskaïa du métro de Saint-Pétersbourg depuis l'ouverture de celle-ci en 1955.
Boris Zaporogetz est en 1970 membre de l'Association des peintres de Leningrad (en), puis est actif à Sverdlovsk, aujourd'hui Dovjansk en Ukraine.

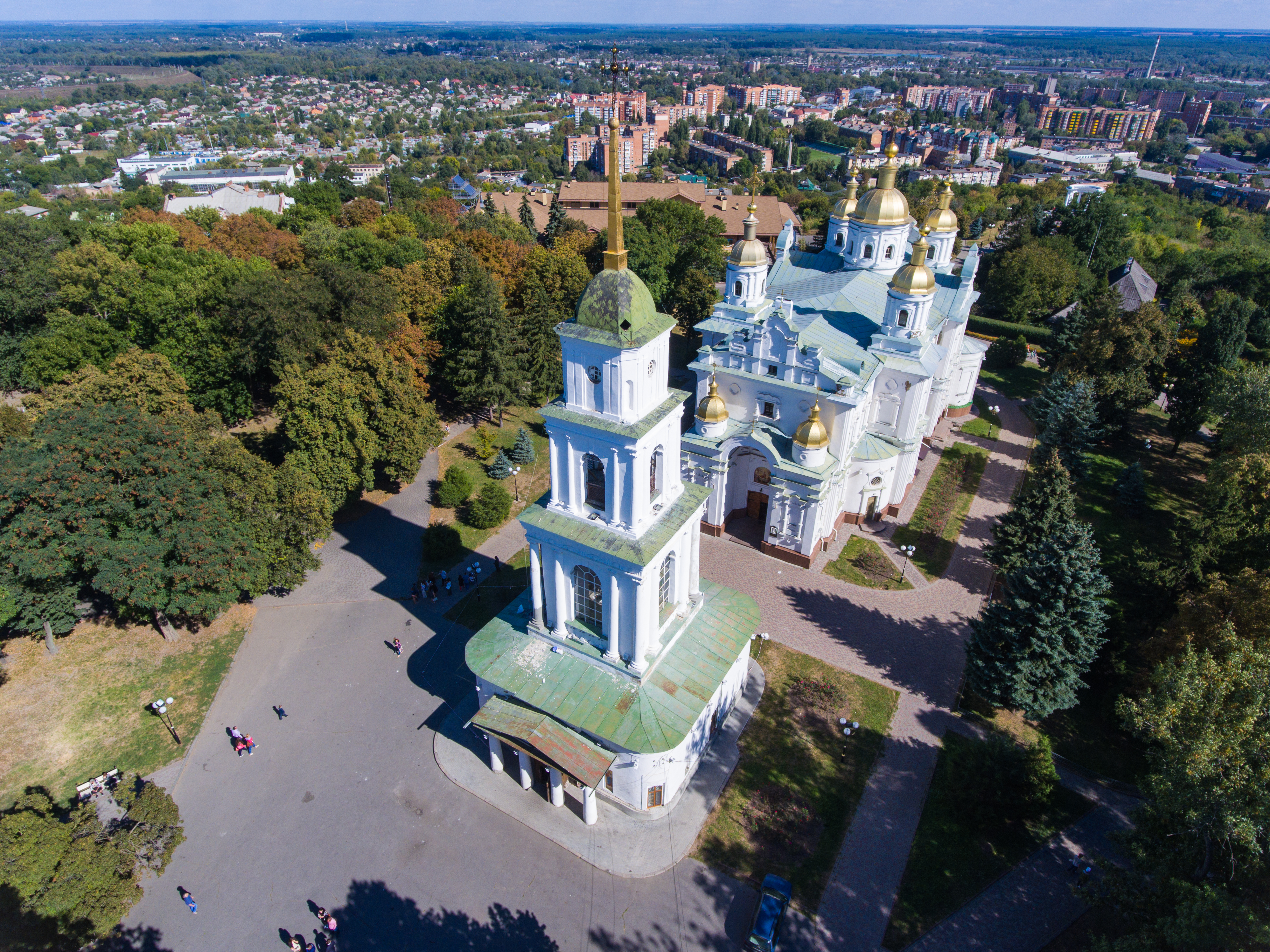
Poltava
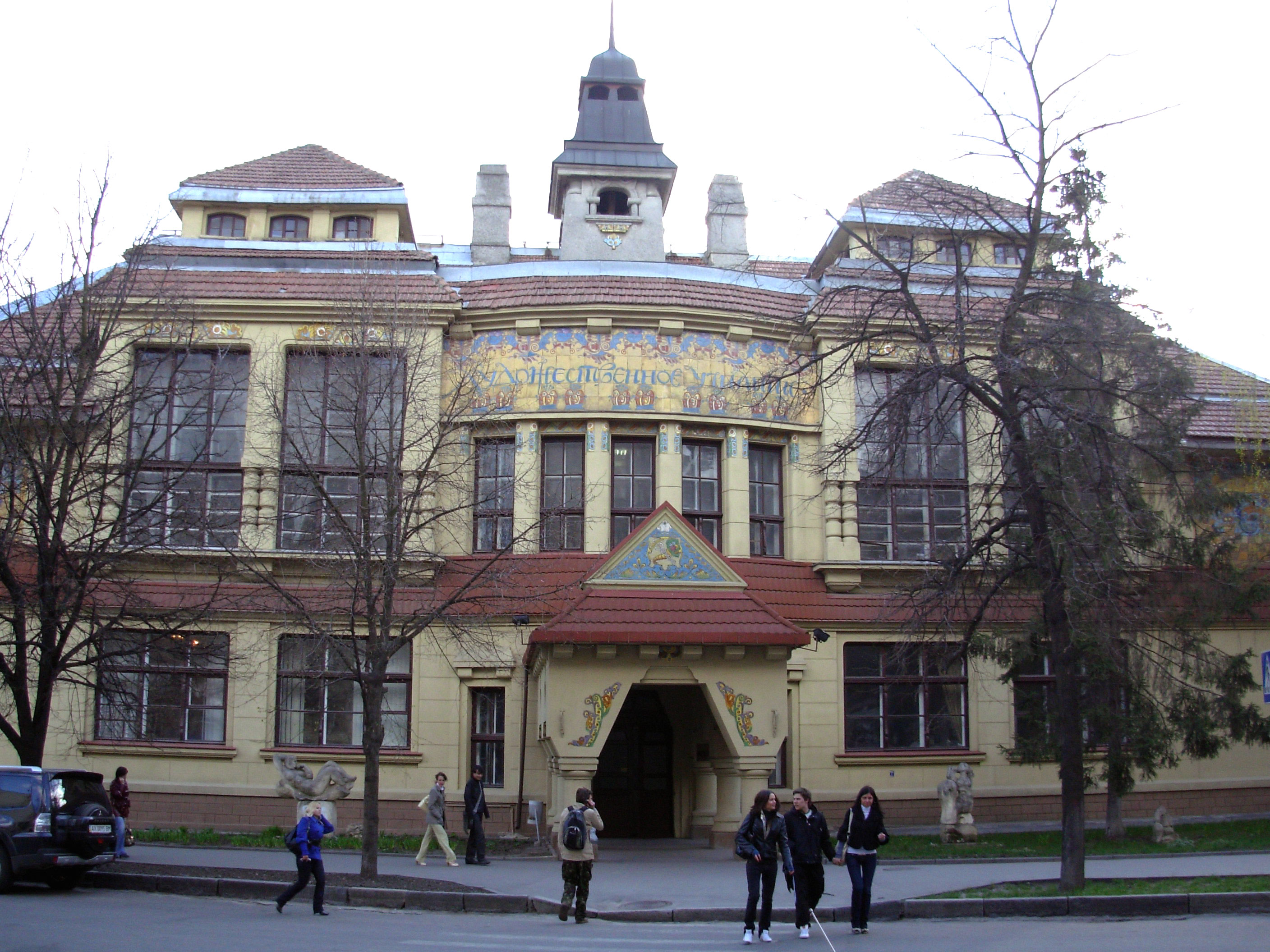
Académie des Beaux-Arts de Kharkov
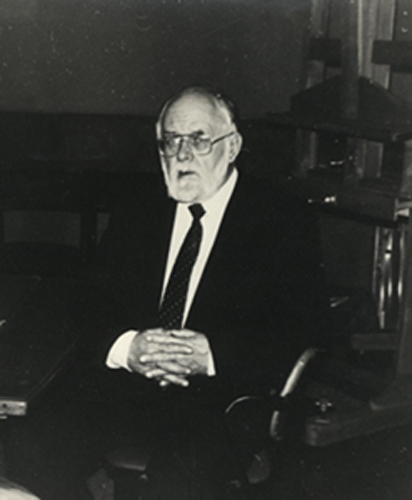
Andrei Andreievitch Mylnikov

Dans une facture postimpressionniste, Boris Zaporogetz peint, outre des portraits, des scènes de genre sur le thème de la détente estivale : des marines, des baigneuses, des femmes nues à la plage, des jeunes femmes en terrasse, des élégantes en bord de mer.

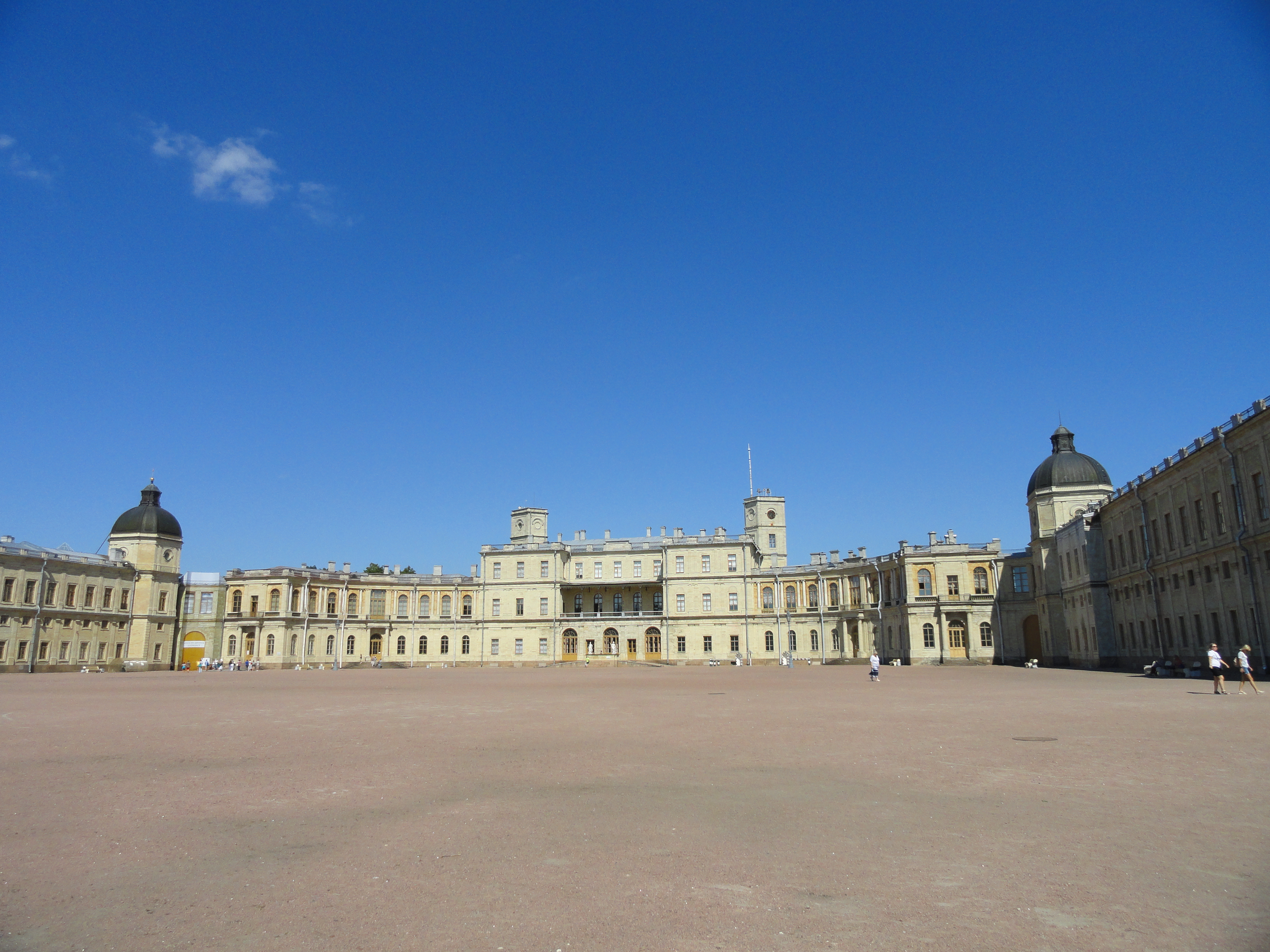
Palais de Gatchina, 1980

## Expositions

### Expositions personnelles
- Palais de Gatchina, 1980[2].

### Expositions collectives
- L'Art de Leningrad, Helsinki, 1972[2].
- L'Art de la Révolution d'Octobre, Osaka, 1977[2].
- L'Art contemporain soviétique, Helsinki, 1978, 1981[2].

## Réception critique
- « Des nus rêveurs et des paysages de silence : une palette délicate de bleus et de verts. » - Gérald Schurr[5]
- « Sous le prétexte de scènes de genre, Zaporogetz peint souvent des nus qui rappellent parfois ceux d'Auguste Renoir, dans une technique lumineuse issue directement de l'Impressionnisme. » - Dictionnaire Bénézit[2]

## Collections publiques

### Finlande
- Galerie d'Art soviétique contemporain, Helsinki.

### Japon
- Musée d'Art contemporain de Tokyo.

### Russie
- Ministère de la culture, Moscou.
- Musée central de la Révolution, Moscou.
- Musée de l'Académie russe des Beaux-Arts, Saint-Petersbourg.
- Musée d'État d'histoire de Saint-Pétersbourg.
- Musée russe, Saint-Pétersbourg.

### Ukraine
- Musée national de peinture de Kiev.